# Parnas (metropolitana di San Pietroburgo)
Parnas in russo Парнас? è l'attuale terminale nord della linea 2 della metropolitana della città di San Pietroburgo. Inaugurata il 22 dicembre 2006, è la stazione di metropolitana più settentrionale di tutta la città e della Russia intera.
Architettonicamente la si può considerare identica a Kupchino, Devyatkino e Rybatskoye, anche se diversamente dalle altre tre non ci sono collegamenti con le linee di tram suburbani.
La possibilità che una stazione venisse costruita in quella zona ha cominciato a essere presa in considerazione verso la metà degli anni ottanta, come termine dell'estensione della linea 2 dopo la stazione Petrogradskaja che, dal centro della città, attraversava una nuova zona residenziale a nord della città stessa.
Il terminal settentrionale avrebbe incluso un secondo deposito e una stazione di superficie, nei pressi, oltre che di una zona densamente abitata, delle zone industriali di Parnas e Suvalovo. In seguito al completamento dell'allungamento fino a Prospekt Prosvescheniya nel 1988, vennero iniziati immediatamente i lavori per il deposito e nel 1991 il progetto per la stazione fu approvato dal comitato cittadino per l'edilizia.
Venne poi il collasso dell'Unione Sovietica e nella crisi finanziaria che seguì la maggior parte dei progetti venne congelata, inclusa la stazione di Parnas: ulteriori ritardi furono causati dall'allagamento del tunnel Lesnaya-Ploshchad' Muzhestva che isolò la parte settentrionale della linea 1 e il suo deposito.
Mentre tutte le energie venivano dedicate al ripristino della sezione allagata, il vuoto causato dall'interruzione del deposito di Severnoye obbligò i progettisti a riprendere l'idea di completare il ramo dopo la stazione di Petrogradskaya, e con esso il deposito e la stazione di Parnas. Un nuovo progetto era pronto nel '95, ma nel 2000, quando il 1º febbraio venne inaugurato il nuovo deposito, solo un guscio di stazione era stato costruito. Dopo numerosi ritardi, infine, nel maggio 2005, si ricominciò a lavorare e la stazione era finalmente completa già l'anno successivo: il profilo della stazione era stato molto rimaneggiato, rispetto all'originario progetto, vecchio oramai di un decennio, per poter applicare i più moderni standard di sicurezza; fu infatti la prima stazione nell'intero sistema metropolitano della città ad essere equipaggiata per l'accesso ai portatori di handicap, per mezzo di ascensori.
Tema decorativo dell'intera stazione sono motivi ispirati all'antico mondo greco, completamente integrati in un design high tech, fatto che curiosamente si lega anche al nome Parnaso: ci sono state delle diatribe se il nome della stazione dovesse essere nella forma di nome, quindi appunto Parnas, oppure, come nella tradizione tipicamente russa, nella forma di aggettivo, quindi Parnasskaya (Парнасская). Per questo motivo, in documenti e mappe relativamente vecchi si possono trovare indifferentemente le due forme.